# منطقة ميزباخ
مِنطقَة مِيزْبَآَخْ (بالأَلمانِيَّة: Landkreis Miesbach) هِي دائِرَة أَلمانِيَّة تَّابعة لِمُحافظة باڤارِيا العُليَا فِي وِلاَية باڤارِيا فِي جُمهُوريَّة أَلمَانيَا الاِتّحاديّة. وتضُمّ مِنطقَة مِيزبآخ مدِينتين، وسُوقان، وثلَاث عَشرَة بَلدَة، بمِساحة تُقَدَّر بحَوالَي 866 كم².

## التّقسِيمات الإِدارِيّة
تضُمّ مِنطقَة مِيزبآخ مدِينتين، وسُوقان، وثلَاث عَشرَة بَلدَة، بمِساحة تُقَدَّر بحَوالَي 866 كم².

### المُدُن
| اِسم المدِينة    | ٱلِٱسم بالأَلمانِيَّة | عَدد السُكَّان | المِساحَة (كم²) |
| -------------- | ---------------- | ---------- | ------------- |
| مدِينة مِيزْبَآَخْ   | Stadt Miesbach   | 11٬477     | 32            |
| مدِينة تِيغرنٌّزِيه | Stadt Tegernsee  | 3٬687      | 23            |

### الأَسوَاق
| اِسم السُّوق     | ٱلِٱسم بالأَلمانِيَّة  | عَدد السُكَّان | المِساحَة (كم²) |
| ------------- | ----------------- | ---------- | ------------- |
| سُوق هُولِزكيِرشِنٌ | Markt Holzkirchen | 16٬428     | 48            |
| سُوق شلِيرزِيه   | Markt Schliersee  | 6٬857      | 79            |

### البلدَات
| اِسم البلدَة             | ٱلِٱسم بالأَلمانِيَّة            | عَدد السُكَّان | المِساحَة (كم²) |
| ---------------------- | --------------------------- | ---------- | ------------- |
| بَلْدَة بَاد ڤِيسزِيه        | Gemeinde Bad Wiessee        | 5٬016      | 33            |
| بَلْدَة بَايِرِشزِل           | Gemeinde Bayrischzell       | 1٬616      | 79            |
| بَلْدَة فِيشبَآَخآُو          | Gemeinde Fischbachau        | 5٬691      | 76            |
| بَلْدَة غِمُوند أَم تِيغرنٌّزِيه | Gemeinde Gmund am Tegernsee | 6٬102      | 34            |
| بَلْدَة هَآُوزِهَام           | Gemeinde Hausham            | 8٬335      | 22            |
| بَلْدَة إِرشِنٌَبِيرغٌ          | Gemeinde Irschenberg        | 3٬177      | 54            |
| بَلْدَة كرُوِيتِ             | Gemeinde Kreuth             | 3٬562      | 122           |
| بَلْدَة أُوتُرفِينغٌ          | Gemeinde Otterfing          | 4٬846      | 21            |
| بَلْدَة غُوتَّآَخ - إِجرِنٌ      | Gemeinde Rottach-Egern      | 5٬799      | 59            |
| بَلْدَة ڤَآلِيِّ              | Gemeinde Valley             | 3٬312      | 42            |
| بَلْدَة ڤَأكِيرشِنٌَ           | Gemeinde Waakirchen         | 5٬787      | 42            |
| بَلْدَة ڤَارِنغٌآُو           | Gemeinde Warngau            | 3٬837      | 51            |
| بَلْدَة ڤيَارنٌ             | Gemeinde Weyarn             | 3٬660      | 47            |

## معرض الصور

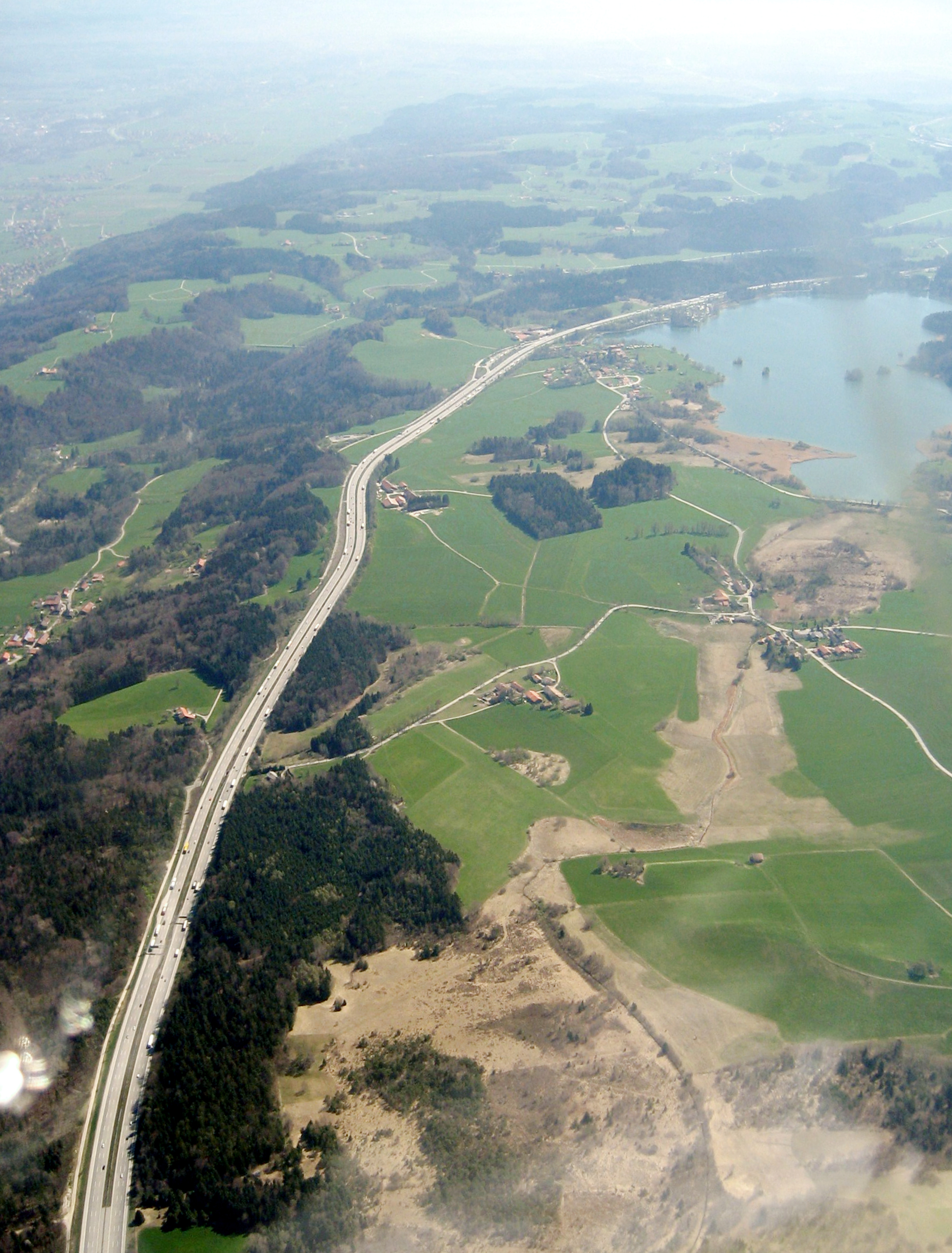
الطَّرِيق السَّرِيع A8 فِي مِنطقَة مِيزبآَخ مُلتقياً فِي طرِيقة بِعددٍ مِن البلدات والمُدُن الباڤارِيَّة.
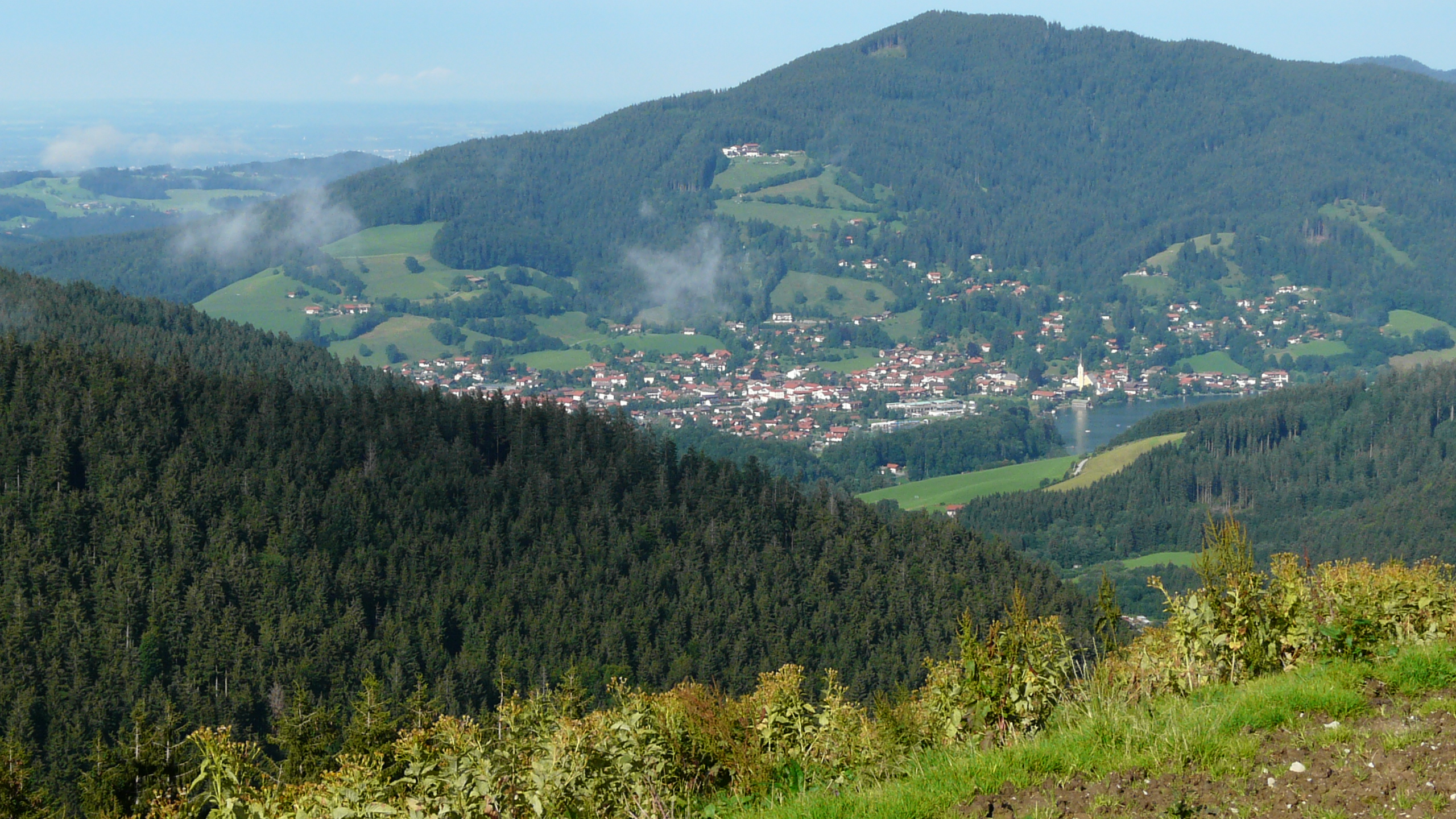
منظر عام لِعددٍ مِن قُرًى وأَسواق مِنطقَة مِيزبآَخ.
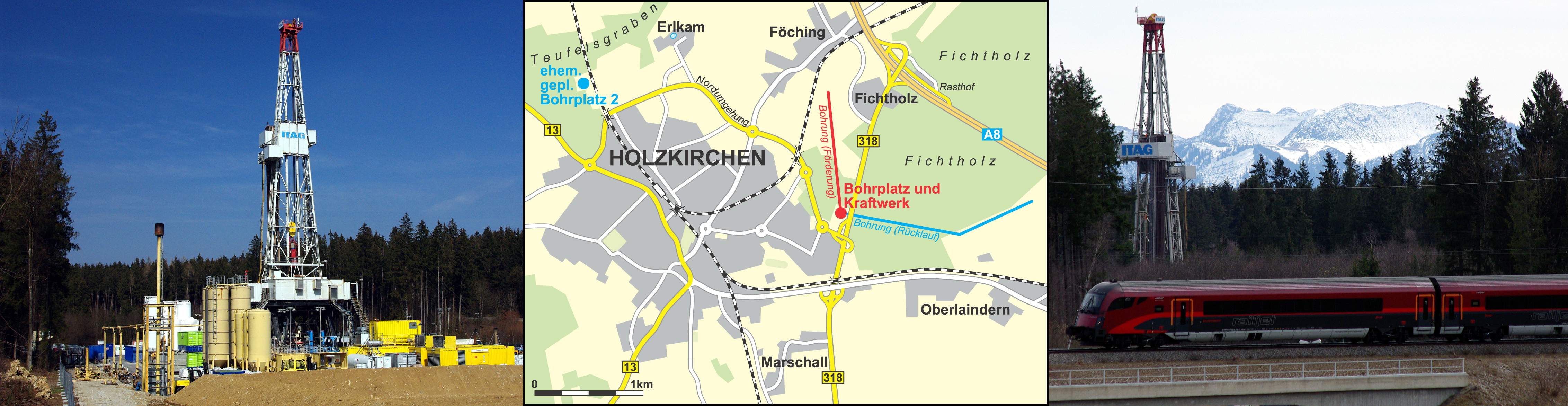
محطَّات تولِيد الطَّاقَة الكهربائِيَّة بِاِستِخدام الطَّاقَة الحرارِيَّة الجوفِيَّة فِي مِنطقَة ميزبآخ.
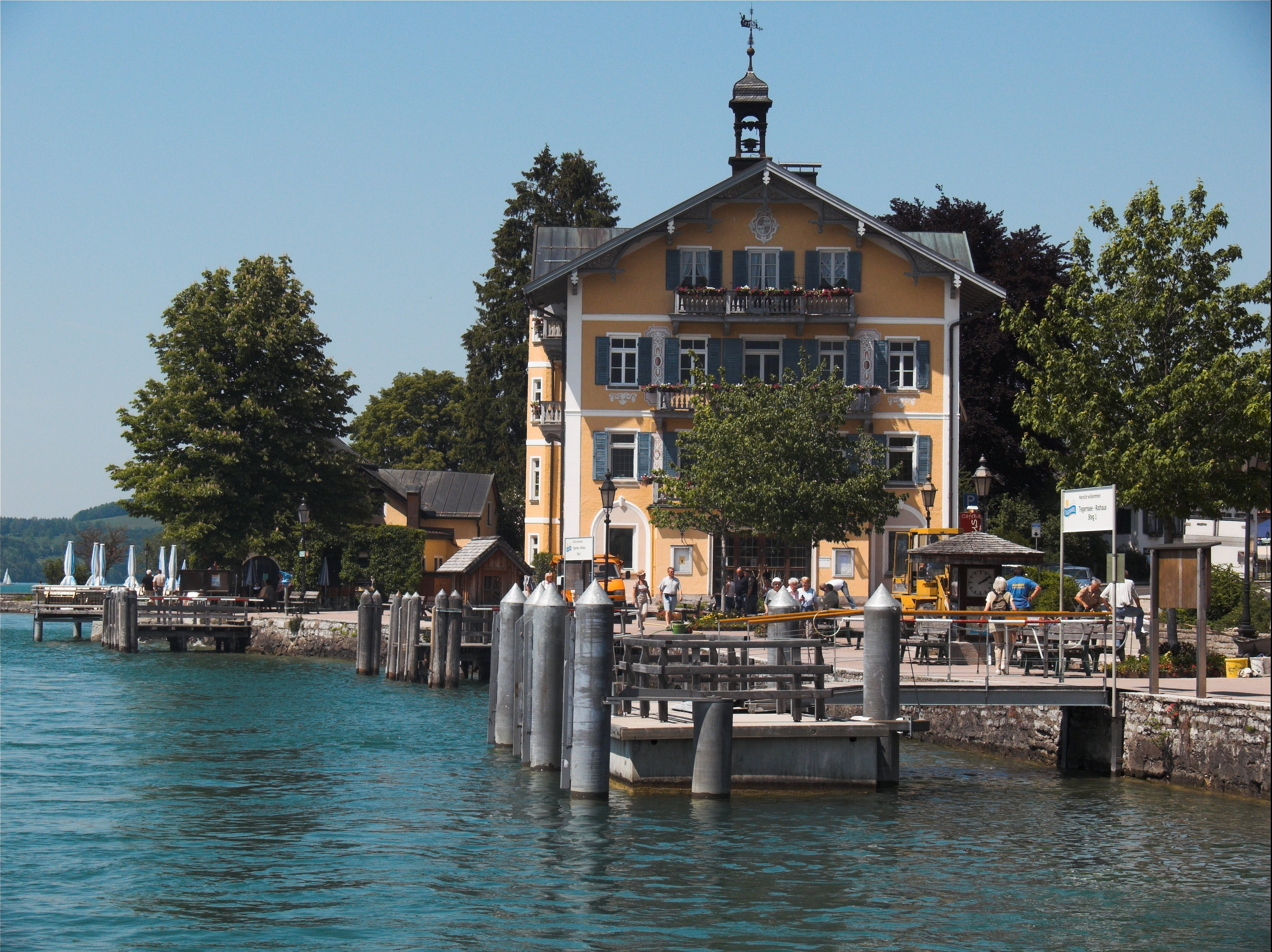
صُورة لِوسط مدِينة ومرسىً فِي مِنطقَة ميزبآخ.

## وصلات خارجية
- الصّفحة الرّسميّة لمِنطقَة مِيزبآخ (بالألمانية)